# Agustín de Letamendi
Agustín de Letamendi (Barcelona, 28 de agosto de 1793 - Madrid, 21 de abril de 1854), diplomático, periodista, gramático y escritor español.

## Biografía
Su padre fue noble y gran amigo del general Castaños. Estudió en Barcelona y en el colegio episcopal de Cordelles. Siguió la carrera militar al menos desde los trece años. En junio de 1808 consiguió plaza en Manresa para luchar con el ejército español en la Guerra de la Independencia, hallándose en los sitios de Gerona y de Figueras, en las batallas de Valls, Vich, Margalef; fue hecho prisionero en Figueras (1811) y confinado en el depósito de Condé-sur-l'Escaut. Regresó en 1814, pero le acusaron de ser masón y la Inquisición lo detuvo brevemente en 1817. El 21 de marzo de 1818 fue nombrado interinamente cónsul de Francia en Barcelona, y se negó a abandonar la nacionalidad española, lo que le hubiera granjeado el cargo definitivamente. En 1819 marchó a Madrid y presentó al ministro de Estado una Memoria para la organización de los consulados en el extranjero que existe manuscrita. Cuando iba a ser enviado como cónsul a Esmirna triunfó la revolución de 1820 e ingresó en la Milicia Nacional de Madrid como teniente de infantería y cabo segundo de la 2ª compañía del 2º batallón. Colaboró con Manuel Eduardo de Gorostiza en la fundación de El Constitucional de Madrid (1820). Imprimió también Cuaderno manual de atribuciones militares (Madrid, 1820) y abandonó el ejército para editar La Minerva Española (Madrid, 1820). Publicó Notas históricas de la explosión prematura del plan proyectado por el héroe de Cataluña el Excmo. Señor Don Luis Lacy (Madrid, 1820), que no pudo continuar en agosto de 1820, y unos Opúsculos políticos dedicados a la juventud (2.ª edición en Madrid, 1821); al parecer era un excerpta de obras de Jean-Jacques Rousseau. Durante el golpe de Estado incitado por Fernando VII el 7 de julio de 1822 defendió a los liberales, si bien salvó del furor popular al coronel de la Guardia Real Francisco de Sales. Lo nombraron cónsul en San Agustín (Florida) y salió hacia allá el 1 de enero de 1823. A la caída de la Constitución de 1812, decidió quedarse en los Estados Unidos de América residiendo en Charleston (Carolina del Sur) y publicando en los periódicos de esta ciudad y de Nueva York artículos con el título genérico de Spanish Revolution. 
Para sobrevivir se dedicó a enseñar español, francés e italiano para estadounidenses e inglés para extranjeros y publicó una Spanish Grammar. Dedicated to the Youth of North America (Charleston, 1826), y otra que servía de preliminar al estudio de la lengua francesa por Levizac. Lo protegieron los liberales estadounidenses y los obispos católicos y protestantes. Hacia 1826 dirigió una carta a Fernando VII con un proyecto de Constitución para España y de reconciliación con los españoles americanos que fue publicada en París, Londres y Nueva York y, ya impresa, la envió a España el 31 de octubre de 1827. En 1829, asociado con tres angloamericanos, fundó una escuela politécnica en Rice-Chreek y, por su cuenta, un seminario literario; viajó en 1831 por los Estados Unidos dando conferencias y en junio de 1832 lo nombraron secretario de la Legación de los Estados Unidos en Bruselas; a allí marchó además con una misión del general John E. Wool (1784-1869), inspector de Artillería de la Unión, para visitar los arsenales de Francia, Alemania y Holanda, con lo que viajó a Bruselas, París y Estrasburgo. En febrero de 1833 regresó a España con Juan Van-Halen y con pasaporte español, pues el embajador en París, conde de Ofalia, se negó a visarle el estadounidense para hacerle concebir esperanzas de reiniciar su carrera diplomática en España. Sufrió cuarentena en Bayona, acompañado de Pedro Pascual Oliver, el general José Castellar, José de Espronceda y Antonio del Riego. 
En ese mismo año empezó a trabajar como redactor de Revista Mensajero. En octubre de 1833 volvió a publicar Mi opinión sobre la educación de las mujeres (ya publicado en 1825 dedicado a una tal señorita Anderson) dedicado esta vez a la Regente María Cristina. El 9 de noviembre de 1833 se lo nombró cónsul de España en Gibraltar, puesto que ocupó hasta marzo de 1835. En ese mismo año publicó su importante manual diplomático Atribuciones consulares, o manual para los cónsules de España en países extranjeros (Madrid, 1835). 
Fue nombrado cónsul en Génova el 27 de enero de 1836, y en México el 6 de diciembre de 1839. Además publicó Tratado de Jurisprudencia diplomático-consular, y el Manual práctico para la carrera de Estado (1843). Siguió con la Historia del fingido arzobispo de Toledo, cardenal de Borbón en Francia, desde el año 1810 hasta el de 1814 (Barcelona, 1844), sobre un suplantador que fue famoso en su época, y Plácido el mulato o la conjuración de la isla de Cuba (1844), una descripción de la conspiración de la Escalera en la cual estuvo implicado el esclavo mulato y poeta Gabriel de la Concepción Valdés, más conocido por su pseudónimo "Plácido", que fue condenado a muerte y ejecutado.
Desde 1844 empezó a colaborar en El Clamor Público (Madrid) con el pseudónimo de "Felipe José Torroba / antiguo paje de escoba". Se hicieron famosos sus irónicos "Partes telegráficos" sobre política internacional. Tradujo a Timon Sí y No acerca de la controversia entre los Ultramontanos y los Galicanos (Madrid, 1845). Su mejor novela es histórica: Josefina de Comerford o El fanatismo (Madrid, 1849), centrada en los amores de Josefina de Comerford, voluntaria realista en el trienio liberal y soporte de la Regencia de Urgel. Aún escribió, según Palau, El Manivel. Máquina hidráulica de mucha potencia, para picar o dar a las bombas de los buques en alta mar sin el auxilio de los brazos de los marineros (Madrid, 1850).

## Obras

### Históricas, políticas y sociales
- Notas históricas de la explosión prematura del plan proyectado por el héroe de Cataluña el Excmo. Señor Don Luis Lacy, conteniendo los acaecimientos de la noche del 5 al 6 de abril de 1817, y días subsiguientes hasta su captura... (Madrid, imp. de L. Sancha, 1820)
- Notas históricas sobre la revolución de España: comprendiendo la época de 1814 hasta 1823, Ellis y Neufville, Ympresores, 1826.
- Mi opinión sobre la educación de las mujeres. A Mrs Anderson C. C. Sebring, 1825 y 1833.
- Historia del fingido arzobispo de Toledo, cardenal de Borbón en Francia, desde el año 1810 hasta el de 1814 (Barcelona, 1844).
- Plácido el mulato o la conjuración de la isla de Cuba (1844).

### Gramaticales
- Spanish Grammar. Dedicated to the Youth of North America (Charleston, 1826),

### Diplomáticas
- Atribuciones consulares ó Manual para los cónsules de España en países estrangeros Madrid: Imp. I. Sancha, 1835.
- Tratado de Jurisprudencia diplomático-consular y manual práctico para la carrera de Estado (1843).

### Narrativas
- Josefina de Comerford o El fanatismo, Madrid, 1849, 2 vols.

### Traducciones
- Opúsculos políticos dedicados a la juventud (2ª edición en Madrid, 1821).
- Traducción de Louis Marie de La Haye, vizconde de Cormenin, más conocido como "Timon", Sí y No acerca de la controversia entre los ultramontanos y los galicanos (Madrid, 1845).

### Técnicas
- Cuaderno manual de atribuciones militares (Madrid, 1820)
- El Manivel. Máquina hidráulica de mucha potencia, para picar o dar a las bombas de los buques en alta mar sin el auxilio de los brazos de los marineros (Madrid, 1850).